# قالين قية
قالين قية هي قرية في مقاطعة كوثر، إيران. عدد سكان هذه القرية هو 139 في سنة 2006.